# American Splendor (Film)
American Splendor ist ein US-amerikanischer Film von 2003. Die Regisseure Robert Pulcini und Shari Springer Berman beschreiben das Leben von Harvey Pekar, dem Schöpfer der gleichnamigen Comic-Reihe.

## Handlung
Pekar, der schon als eigenbrötlerisches Kind mit der Umwelt haderte, arbeitet in der Verwaltung eines Krankenhauses in Cleveland, Ohio, und lebt für seine beiden Hobbys, Comics und Jazz. Über diese lernt er als junger Mann Robert Crumb kennen, der kurz darauf die Underground Comix erfindet. Die beiden werden Freunde. Pekar stößt Crumb schließlich darauf, dass in den Geschichten nie das „ganz normale“ Leben abgebildet werde. Als er ihm seine Notizen für eine Geschichte präsentiert – Pekar selbst kann nicht zeichnen –, bietet Crumb an, die Bilder dafür zu liefern. Bald erscheinen die Geschichten in Heftform und verhelfen seinen Schöpfern zu einiger Berühmtheit in Comic-Kreisen. Auf diese Weise trifft er auch seine spätere Frau Joyce Brabner, die in einem Comicladen arbeitet.
Die Arbeit an der Darstellung selbsterlebter Ereignisse stellt Pekar, der weiterhin im Krankenhaus tätig ist, nicht zufrieden. Selbst in Talkshow-Auftritten bei David Letterman schafft er es nicht, ruhig zu bleiben, und fängt an, Gastgeber und Zuschauer zu beleidigen.
Schließlich erkrankt Pekar an Krebs. Er und Joyce überstehen die Zeit nur, indem sie die Erlebnisse als Comic festhalten, der als „Our Cancer Year“ veröffentlicht wird und jeden denkbaren Aspekt der Krankheit haarklein festhält.
Schließlich nehmen sie die Tochter eines befreundeten Zeichners auf und bilden so eine eigene Familie.

## Beschreibung und Hintergründe
Eine Spielfilmhandlung, in der Paul Giamatti Harvey und Hope Davis Joyce darstellen, wird ab und zu von dem Comic-Pekar ergänzt, der einen später verwendeten Sprechblasentext von sich gibt und von Szenen des realen Pekar unterbrochen, der den Off-Kommentar spricht. Auch Joyce, ihre Tochter Danielle und Harveys bester Freund Toby sind als echte Menschen zu sehen. Einmal sieht man ein Gespräch von Harvey und Toby, während dessen Darsteller Paul Giamatti und Judah Friedlander im Hintergrund sitzen und ihnen zuhören. In Interviewszenen mit Joyce wird auch die komplizierte Beziehung des Paares offensichtlich. Daneben werden immer wieder die gezeichneten Versionen der Hauptpersonen gezeigt. Schließlich tritt Giamatti einige Male „aus dem Film heraus“ und macht sich seine Gedanken über das Leben. Hier verwischen die Grenzen zwischen Film und Comic endgültig.
Gedreht wurde in Cleveland und Lakewood im US-Bundesstaat Ohio. Box Office Mojo zufolge spielte der Film bislang weltweit fast 8 Millionen US-Dollar ein (Total Lifetime Grosses), davon etwa 75 Prozent in den Vereinigten Staaten (Domestic).

## Kritiken
„[…] ebenso ein Film über die Problematik von Identifikationsmodellen wie über die Schwierigkeit, als kleine Aktenlaus ein Leben in Würde zu führen. […] Dieser Pekar, gespielt von einem unnachahmlich schlecht gelaunten Paul Giamatti, ist keine Kulturtype. Er ist die Art von Zeitgenosse, deren Gegenwart einem mitunter körperliches Unbehagen bereiten kann.“

„[…] mäandert zwischen Spiel-, Dokumentar-, Interviewfilm und animiertem Comic-Book und versucht, den Groove der ereignisreichen Ereignislosigkeit aufzunehmen. Wird der Rhythmus zu gefällig, meldet sich der Originalgrantler Pekar zu Wort und holt den Film mit quäkiger Stimme zurück in den vermaledeiten Alltag“

„Er ist gleichzeitig Autor und Figur, Held und Opfer, Leben und Kunstprodukt einer fortwährenden zweiseitigen Osmose. Eine Standardbiographie könnte es mit so einem Mann gar nicht aufnehmen.“

„Das kreative Regie-Duo beschreibt hier überaus witzig und oft lakonisch mehrere Episoden aus dem Leben des legendären Comicautors Harvey Pekar, der hier auch als selbst auftritt und Sequenzen dokumentiert. Dabei werden gekonnt Comic-Elemente mit Spielszenen und Dokumentar-Aufnahmen verknüpft. Hauptdarsteller Paul Giamatti liefert als Harvey Pekar eine Meisterleistung. Das originelle Werk gewann zu Recht viele Preise wie etwa den Jurypreis in Sundance 2003. Stark!“

„Paul Giamatti spielt den brummbärigen Comicschreiber Harvey Pekar mit lyrischer Verzweiflung […] Manche Legenden werden geboren, andere gezeichnet. […] Wenn jemand für Ruhm und eine richtige Prämie überfällig ist, dann dieser Kerl.“

Das Lexikon des internationalen Films sprach von einer „ironisch-depressiven Selbstbespiegelung“. Ekkehard Knörer sah bei Jump Cut einen Film „über den Sozialtypus Nerd. […] wie die Stachelschweine, die sich gegenseitig wärmen.“
Der Film steht bei Rotten Tomatoes am 30. Juni 2008 bei 94 Prozent mit 169 ausgewerteten Kritiken (100 Prozent von 9 Topkritikern), bei Metacritic bei 90 Prozent mit 42 ausgewerteten Kritiken. In der IMDb rangiert er mit den Stimmen von 18.062 Zuschauern am gleichen Tag bei 7,7 von 10 Punkten.

## Auszeichnungen
Der Film gehört zu den am meisten ausgezeichneten Independent-Filmen seines Jahres. Neben diversen Preisen auf dem Filmfestival Cannes 2003, auf dem Sundance Film Festival (Großen Preis der Jury) und auf anderen Festivals wurde der Film auch für den Oscar (Bestes adaptiertes Drehbuch) und den Golden Globe Award (Beste Nebendarstellerin durch Hope Davis) nominiert.